# 不動産の鑑定評価に関する法律
不動産の鑑定評価に関する法律（ふどうさんのかんていひょうかにかんするほうりつ、昭和38年7月16日法律第152号）は、不動産の鑑定評価に関し、不動産鑑定士等の資格および不動産鑑定業について必要な事項を定め、もって土地等の適正な価格の形成に資することに関する法律である（同法1条）。略称は不動産鑑定法、不動産鑑定評価法。
法令番号は昭和38年法律第152号、1963年（昭和38年）7月16日に公布された。

## 構成
- 第一章　総則（第一条・第二条）
- 第二章　不動産鑑定士
  - 第一節　総則（第三条―第七条）
  - 第二節　不動産鑑定士試験（第八条―第十四条）
  - 第三節　実務修習（第十四条の二―第十四条の二十三）
  - 第四節　登録（第十五条―第二十一条）
- 第三章　不動産鑑定業
  - 第一節　登録（第二十二条―第三十四条）
  - 第二節　業務（第三十五条―第三十九条）
- 第四章　監督（第四十条―第四十六条）
- 第五章　雑則（第四十七条―第五十五条）
- 第六章　罰則（第五十六条―第六十一条）
- 附則

## 主務官庁
- 国土交通省

## 資格
- 不動産鑑定士